# The Shavers
The Shavers was een Nederlands trio dat surf en rockabilly speelde. De groep bestond van 1996 tot 2011.
De leden van deze band waren de gebroeders Cock (1956-2011, gitaar) en Theo (1966, drums) de Jong en Johannes de Boom (artiestennaam van Hans Boomsma, 1948-2022, zanger). Ze combineerden strakke surfrock met oprechte, soms ranzige en soms gevoelige Nederlandstalige teksten. De band geniet voornamelijk bekendheid in West-Friesland.

## Live
De band was vooral live populair. Ieder optreden begon met de snaredrums van drummer Theo met daaropvolgend het intronummer 'Pipeline'. Het standaardprogramma bestond uit een aantal standaardnummers als 'Cor de moordenaar', 'Alcohol', 'Drinken, drinken, drinken', 'Kermis', 'Marabella', 'Rumble', 'Wipe out' en hun doorbreker en tevens bekendste nummer 'Halvarine (gadverdamme)'.
Drummer Theo de Jong stond bekend om zijn aparte drumopstelling. Hij had een zeer hoge zit achter zijn drumstel en stelde zijn bekkens standaard op één meter tachtig. Gitarist Cock de Jong speelde live op een Fender Telecaster en een Fender Stratocaster. Hij nam over het algemeen al het gitaarwerk voor zijn rekening, maar werd bij enkele nummers bijgestaan door gitaarroadie Guido Bruin. Zanger Johannes de Boom stond naast zijn imposante vertoning bekend om zijn striptease gedurende het optreden. Hij begon vaak met een vest aan en pet op, en eindigde in korte of onderbroek, zodat alle op zijn huid getatoeëerde kunstwerken zichtbaar waren. De Boom werd in enkele gevallen bijgestaan door gastzanger Dikke Dennis.

## Einde en wederopstanding
Na eerdere plannen van gitarist Cock de Jong om op het hoogtepunt van de band te stoppen, hield het trio het op 15 oktober 2006 voor gezien. De jarenlange reumaklachten van De Boom waren niet meer te combineren met optredens van de band. Na net geen tien jaar en een afscheidstournee waarbij 38 podia werden bezocht, hield de groep er (vooralsnog) mee op. Het allerlaatste concert van deze periode vond plaats in de Waerdse Tempel in Heerhugowaard. De Boom zou in 2008 nog wel enkele malen op het podium staan met de nieuwe muziekformatie "The Pin Up Club".
De gebroeders De Jong hielden op 10 februari 2007 een eenmalige comeback tijdens het dertigjarig jubileum van Jongerencentrum de Koog in Noord-Scharwoude. Tijdens dit concert werden gedurende drie kwartier alleen instrumentale nummers gespeeld. Guido Bruin was (net als bij concerten van The Shavers) ook bij dit concert als gastgitarist aanwezig. De plannen van de gebroeders De Jong om onder de nieuwe naam "The Cocks" te gaan optreden, kwamen echter nooit van de grond.
Begin februari 2009 meldde de website van The Shavers dat de band nieuw leven was ingeblazen, dat ze dat jaar weer gingen optreden en dat een nieuw album gepresenteerd werd. Het eerste concert na het afscheid vond plaats waar het op 15 oktober 2006 eindigde: in de Waerdse Tempel te Heerhugowaard.
In mei 2011 kwam er feitelijk een einde aan The Shavers, doordat gitarist Cock de Jong kanker bleek te hebben. In eerste instantie leek de behandeling succesvol, maar de ziekte kwam op een dusdanige manier terug dat er geen genezing meer mogelijk is. Vrienden kwamen met het idee om een festival ter ere van Cock te organiseren in de Waerdse Tempel, waarbij de inkomsten ten bate van een goed doel kwamen. Cock de Jong overleed op 22 oktober 2011 op 55-jarige leeftijd.
De band trad daarna nog sporadisch op, onder andere in 2019 in Paradiso met Eg de Jong, de vijftienjarige zoon van drummer Theo de Jong, als gitarist.
In september 2022 overleed ook Johannes de Boom. Op 20 november vond er in Victorie in Alkmaar een laatste show ter ere van Johannes en Cock plaats, met als gasten leden van Peter Pan Speedrock en Dikke Dennis.

## Discografie

### Albums
- 1999 - Shavrolet
- 2001 - Poesiealbum
- 2003 - Marabella
- 2004 - Boom, Boom, Shave the room! (live-registratie in JC de Koog te Noord-Scharwoude, café 't Noord te Schagen en de Bijlmer Bajes te Amsterdam)
- 2005 - Soap
- 2009 - Orthopedia (mini-cd)
- 2016 - The Musicbox (verzamel-cd-box)

### Dvd's
- 2005 - Boom, Boom, Shave the Room Tour 2004
- 2006 - Live (afscheids-dvd, live-registratieconcert op de Zwarte Cross '06)

### Singles
- 1999 - Hollands lied
- 2000 - Hollands lied EK-editie
- 2001 - Halvarine
- 2001 - Kussen
- 2019 - Brandend Zand